# Olivier (cómic)
Olivier es un supervillano ficticio que aparece en los cómics estadounidenses publicados por Marvel Comics. El personaje generalmente se representa como un enemigo del antihéroe, Punisher. Olivier fue creado por Bernie Wrightson, Christopher Golden y Thomas E. Sniegoski, y apareció por primera vez en The Punisher Vol. 4, # 1 (noviembre de 1998) como una representación reinventada de un individuo ya existente: Frank Costa fue creado por Tony de Zúñiga y Archie Goodwin, y debutó en Marvel Super Action Vol. 1, # 1 (enero de 1976).

## Historial de publicaciones
Frank Costa debutó en Marvel Super Action Vol. 1, # 1 como el jefe de la familia del crimen organizado responsable de la muerte de los seres queridos de Frank Castle, Punisher. El personaje fue asesinado fuera del panel en esa historia, con su única aparición fuera de él en el Número 3 de la miniserie precuela The Punisher: Year One.
The Punisher Vol. 4 reveló que el personaje era, de hecho, la forma humana de Olivier, un señor del infierno que una vez fue el Príncipe de los Arcángeles. Olivier estuvo presente en los cuatro números de The Punisher Vol. 4, y pasó a hacer cameos en Nightcrawler Vol. 3, # 1-3 y Journey into Mystery Vol. 1, # 627.
Olivier recibió perfiles en Marvel Encyclopedia # 5, el nuevo Manual Oficial del Universo Marvel # 8, Marvel Zombies: The Book of Angels, Demons & Various Monstrosities # 1 y el Manual oficial del Universo Marvel AZ # 8.

## Biografía
En algún momento no especificado en el pasado, hubo una guerra en el Cielo contra Dios en la que el demonio Olivier se puso del lado de Lucifer y fue expulsado del paraíso. Olivier finalmente llegó a gobernar una parte del infierno, pero los otros señores del infierno se resentieron de su ambición y lo forzaron a entrar en el cuerpo de un bebé humano muerto. El espíritu de Olivier le devolvió la vida al bebé, aunque perdió todo recuerdo de su vida como un señor del infierno.
Olivier creció como el humano Frank Costa de la familia criminal Costa, un brazo de la Maggia. Como delincuente menor, estaba trabajando como vigilante una noche cuando disparó y mató a un mafioso de una familia rival. Este acto de quitarle la vida humana restauró por completo el recuerdo de Costa de su vida como Olivier, y comenzó a planear su venganza contra los otros Señores del Infierno que lo habían colocado en su cuerpo humano.
Durante décadas, Olivier, aún con su identidad de Costa, trabajó para convertirse en el jefe de la familia criminal de Costa. Utilizó el ocultismo y los rituales mágicos para descubrir la existencia de Frank Castle en la Guerra de Vietnam, y decidió utilizar al soldado estadounidense como su instrumento de venganza. Cuando Castle regresó a los Estados Unidos, Olivier ordenó a sus asesinos que asesinaran a un banquero de la mafia en Central Park, sabiendo que la esposa y los dos hijos de Castle serían atrapados en el fuego cruzado y asesinados; lo que parecía ser un acto aleatorio de violencia, de hecho, fue planeado deliberadamente. Sus asesinatos fueron las motivaciones para el Punisher cuyas víctimas se verían obligadas a convertirse en sirvientes no muertos de Olivier.
El Punisher comenzó a matar a los asesinos que habían asesinado a la familia Castle, uno de los cuales era Bruno Costa, el hermano del cuerpo anfitrión y alter ego de Olivier. Más tarde, el Punisher descubrió a Frank muerto de una herida en la cabeza con un palillo de hielo, aparentemente administrado por la prostituta Audrey, a quien luego mató. Sin el conocimiento del Punisher, Audrey matando a Costa liberó el alma de Olivier que regresó a su reino del Infierno en su verdadera forma. Olivier afirmó que había permitido que Audrey lo matara ya que no había querido esperar a morir por causas naturales para regresar al Infierno, y no pudo haberse suicidado ya que eso habría alertado a los otros señores del Infierno sobre su regreso.
Olivier sintió que el Punisher había reunido suficientes almas para lanzar un ataque contra el resto del Infierno, y causó que el Punisher se desesperara por las vidas tomadas por el Punisher. Castle fue llevado al suicidio por los sirvientes demoníacos de Olivier, y se disparó. Castle fue resucitado inmediatamente por Gadriel, el ángel guardián que había fallado en la defensa de Castle. Desde su base en el Edificio Flatiron de Nueva York, Olivier envió a sus secuaces contra los ángeles del Cielo y los dominios de los otros Señores del Infierno, incluido a Daimon Hellstrom, pero fue frustrado en su intento de asesinato en Hellstrom por el Punisher y Gadriel. Olivier le reveló al Punisher que él era el responsable de la muerte de la familia del Punisher. El Punisher luchó contra un Bruno Costa reanimado y el contacto de las armas del Cielo (el Punisher) y el Infierno (Bruno Costa) hizo que se abriera un portal dimensional a través del cual los tentáculos del Infierno comenzaron a llegar. El Punisher disparó a Olivier en el abrazo de los tentáculos, e inmediatamente lo hicieron pedazos. El portal fue sellado por Gadriel sacrificando su vida.
Olivier luego resurgió aliado con el demonio Pazuzu y varias otras entidades que sirven en la corte de Lucifer que intentaban abrir un portal a la Tierra con la ayuda de un aquelarre de brujas. Fueron frustrados por Nightcrawler, Seth Walker y Magik.
La deidad egipcia Khonshu expresó interés en el Punisher, pero fue disuadido de ungirlo por la conexión del Punisher con Olivier, señalando que el vigilante "pertenece a otro" y que "vuela la bandera de su señor" (la insignia del cráneo del Punisher).
Durante la historia de "Fear Itself", Olivier asistió a la Defensa del Diablo para hablar sobre las acciones de la Serpiente en la Tierra.

## Poderes y habilidades
Como demonio y verdadero ángel caído, Olivier es impermeable a la edad, las enfermedades y las heridas que matarían a un mortal común. También tiene la capacidad de crear y manipular ilusiones, disparar explosiones de fuego infernal y crear portales a otras dimensiones. También tiene la autoridad para comandar demonios en menor grado. Olivier afirma ser uno de los señores más poderosos del infierno, aproximadamente en el mismo nivel que Mephisto.

## En otros medios

### Película
- Costa fue el nombre inicial de la familia criminal que masacró a la familia Castle en la película The Punisher de 2004. Más tarde fue cambiado a Saint.[13]
- La familia criminal de Costa se exhibe en la presentación de diapositiva expositiva del detective Martin Soap en la película de 2008, Punisher: War Zone, y se insinúa que el sindicato fue eliminado por el Punisher. El jefe de la familia pasa a llamarse Antonio Costa.[14]

### Videojuegos
- Se muestra a los Costas disparando a la familia Castle en la primera película del juego Punisher de 1990 para DOS.[15]
- Los Costas, liderados por el hermano humano de Olivier, Bruno, aparecen en el juego de arcade Punisher lanzado en 1993. Bruno es asesinado cuando es arrinconado por Punisher e incinerado por un robot enviado por Kingpin.[16]
- Don Costa es uno de los jefes rivales de Maggia que Hammerhead captura e intenta asesinar en televisión en vivo en la descargable misión de Spider-Man, "Turf Wars". Spider-Man en un momento reflexiona que Costa merece ser "castigado" por su participación en la muerte de familias inocentes.[17]